# 애시모어 카르티에 제도

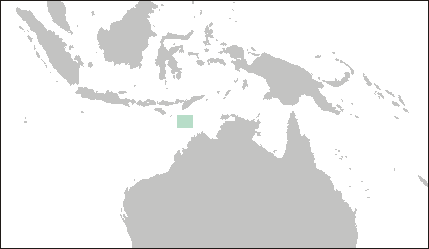
애시모어 카르티에 제도의 위치

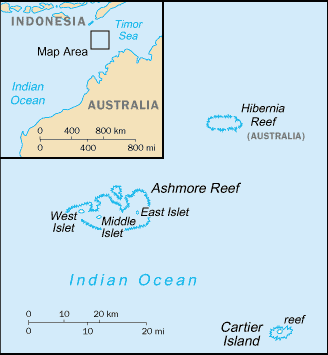
애시모어 카르티에 제도의 지도

애시모어 카르티에 제도(영어: Ashmore and Cartier Islands)는 오세아니아의 오스트랄라시아에 있는 오스트레일리아 북서부 대륙붕의 가장자리와 인도네시아의 로테섬 사이에 위치한 사람이 살 수 없는 두 무리의 섬을 지칭한다. 크기는 5km2이다.